# Peter Gade
Peter Høg Gade Christensen (født 14. december 1976 i Aalborg) er en tidligere dansk badmintonspiller. Han er en af alle tiders mest succesrige danske herresingle-spillere med en række store turneringssejre, flere VM-medaljer og ti DM-titler. Han spillede sin sidste kamp 27. december 2012, hvor han slog Lin Dan med 20-22, 21-16, 21-14 i en opvisningskamp i Falkoner Centret.
Han vandt sin første DM-titel som ungdomsspiller i herredouble i 1989, men har siden mest begået sig i single hvori han blev dansk mester i 1993 og flere gange siden. Fra Peter Gades resultatliste kan nævnes; EM-guld 1998 og 2000, All Englandmester 1999 og ti gange mester i Copenhagen Masters. I det hele taget har han vundet stort set alle større turneringer der findes, undtagen OL og VM. Han var borte fra den absolutte verdenselite nogle år fra 2001 på grund af en slem knæskade. Han kom sig dog over skaden og stillede op ved OL i Athen, 2004, uden dog at opnå medaljer. I VM sammenhæng har han vundet sølv i 2001, bronze i 1999, 2005, 2010 og 2011. Hans spillestil er karakteristisk ved at ligne den asiatiske meget, da han bl.a er meget hurtig på fødderne.
Peter Gade var en periode kæreste med badmintonkollegaen Camilla Martin. Han har 2 døtre, Alma og Nanna, med eks-konen Camilla Høeg.
Han vandt sit seneste DM i herresingle 6. februar 2011 mod Rune Ulsing. Dette var hans tiende DM-titel. 
Han udgav i 2012 bogen, "Vinderen har altid ret...", om livet som elitesportsmand.